# Colții de Jos
Colții de Jos – wieś w Rumunii, w okręgu Buzău, w gminie Colți. W 2011 roku liczyła 295 mieszkańców.